# Palmas (Paraná)
Palmas  este un oraș în Paraná (PR), Brazilia.